# 謝烏鄉 (馬拉穆列什縣)

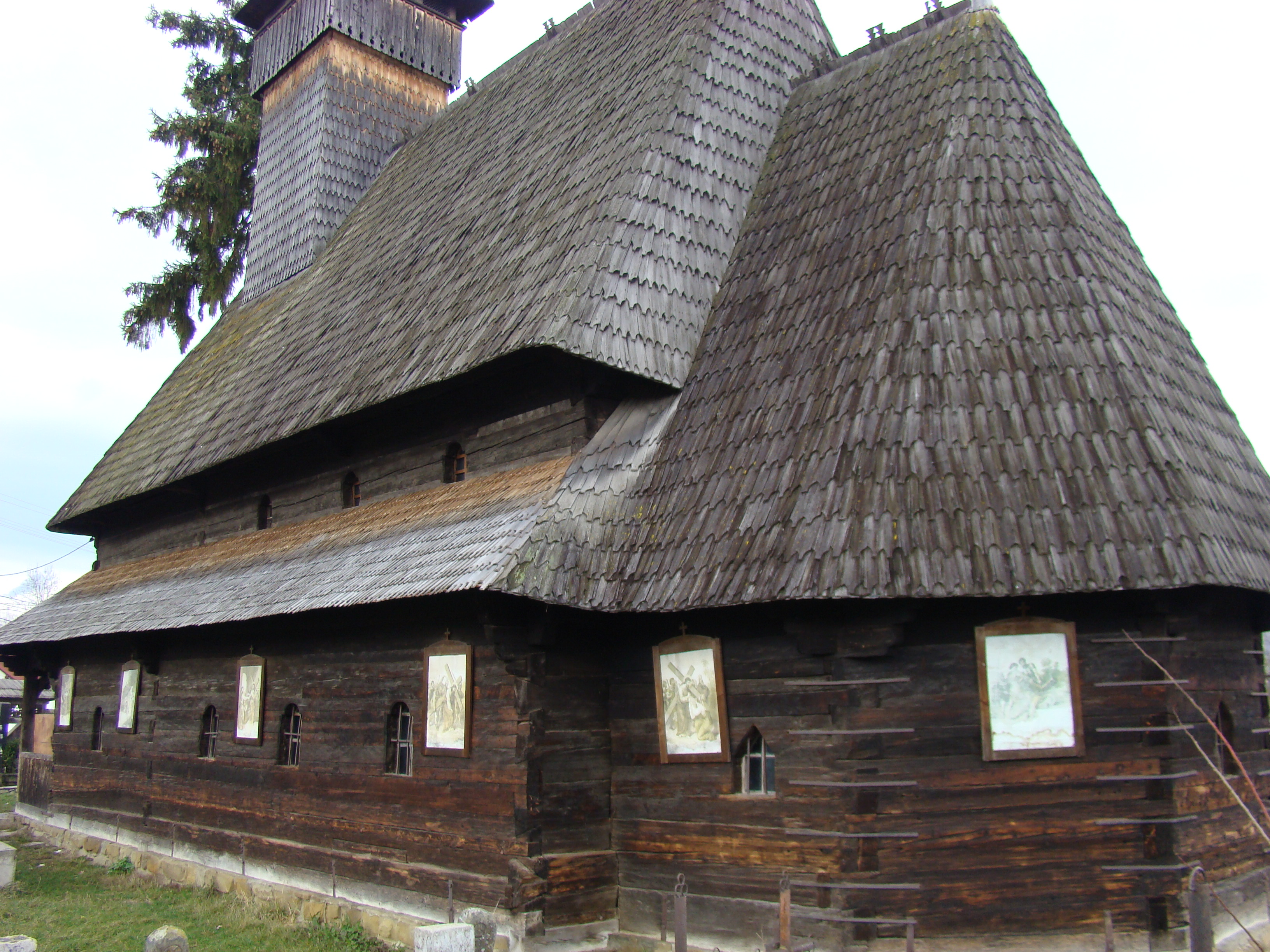

47°25′48″N 24°07′12″E / 47.4300°N 24.1200°E
謝烏鄉（羅馬尼亞語：Comuna Șieu, Maramureș），是羅馬尼亞的鄉份，位於該國西北部，由馬拉穆列什縣負責管轄，面積22平方公里，海拔高度371米，2007年人口2,575，人口密度每平方公里116人。